# Урогенитальный синус
Урогенитальный синус — это часть человеческого тела, присутствующая только в развитии мочевыводящих и репродуктивных органов. Это вентральная часть клоаки, образующаяся после отделения клоаки от анального канала на четвертой-седьмой неделях развития
У мужчин UG синус разделен на три области: верхнюю, тазовую и фаллическую. Верхняя часть дает начало мочевому пузырю, а тазовая часть дает начало простатической и мембранозной частям уретры, предстательной железе и бульбоуретральной железе (Купера). Фаллическая часть дает начало губчатой (бульбарной) части мочеиспускательного канала и уретральным железам (Литтре). Обратите внимание, что пенильная часть уретры происходит из мочеполовой складки.
У женщин тазовая часть пазухи UG дает начало синовагинальным луковицам, структурам, которые в конечном итоге образуют нижние две трети влагалища. Этот процесс начинается, когда нижний кончик парамезонефрических протоков, структур, которые в конечном итоге сформируют матку и влагалищные отверстия, соприкасается с пазухой UG. Вскоре после этого синовагинальные луковицы формируются в виде двух сплошных образований пазухи UG. Клетки в этих луковицах делятся, образуя сплошную вагинальную пластинку, которая расширяется, а затем канализируется (углубляется), образуя нижнюю часть влагалища. Женский урогенитальный синус также дает начало уретре и преддверию влагалища.